# Chahuites (ort)
Chahuites är en ort i Mexiko.   Den ligger i kommunen Chahuites och delstaten Oaxaca, i den sydöstra delen av landet, 600 km sydost om huvudstaden Mexico City. Chahuites ligger 25 meter över havet och antalet invånare är 9 837.
Terrängen runt Chahuites är platt åt sydost, men åt nordväst är den kuperad. Terrängen runt Chahuites sluttar söderut. Runt Chahuites är det ganska glesbefolkat, med 24 invånare per kvadratkilometer. Chahuites är det största samhället i trakten. Omgivningarna runt Chahuites är en mosaik av jordbruksmark och naturlig växtlighet.